# Ctenomys magellanicus
Туко-туко магелановий (Ctenomys magellanicus) — вид гризунів родини тукотукових, який мешкає на крайньому півдні Латинської Америки, включаючи південну частину Чилі та південь Аргентини. Єдиний вид роду, який живе на острові Вогняна Земля.

## Опис
Основний колір хутра попелясто-сірий з відтінком блідо-жовтого, а на спині коричнюватого, черевце блідо-вохристо-жовте, хвіст сильно блідо-коричневий; хутро середньої довжини, дуже м'яке, сіре на корені.